# Istebna (gmina)
Pour les articles homonymes, voir Istebna (homonymie).
La gmina d'Istebna est une commune rurale de la voïvodie de Silésie et du powiat de Cieszyn. Elle s'étend sur 84,25 km² et comptait 11 308 habitants en 2006. Son siège est le village d’Istebna.

## Géographie
La gmina comprend les localités d’Istebna, Jaworzynka et Koniaków.

## Gminy voisines
La gmina d'Istebna est voisine des gminy de Milówka, Rajcza et Wisła. Elle est aussi voisine de la République tchèque et de la Slovaquie.